# Крутой Ручей (Ленинградская область)
Крутой Ручей — посёлок в Лидском сельском поселении Бокситогорского района Ленинградской области.

## История
Посёлок Крутой Ручей учитывается областными административными данными в Коробищенском сельсовете Ефимовского района с 1 января 1946 года.
С 1965 года, в составе Бокситогорского района. В 1965 году население посёлка составляло 161 человек.
По данным 1966 и 1973 годов посёлок Крутой Ручей также входил в состав Коробищенского сельсовета, в 5 км от посёлка находилась станция узкоколейной железной дороги Белая.
По данным 1990 года посёлок Крутой Ручей входил в состав Ольешского сельсовета.
В 1997 году в посёлке Крутой Ручей Ольешской волости проживали 4 человека, в 2002 году — постоянного населения не было.
В 2007 году в посёлке Крутой Ручей Заборьевского сельского поселения проживал 1 человек, в 2010 году — 5 человек.
Со 2 июня 2014 года — в составе вновь созданного Лидского сельского поселения Бокситогорского района.
В 2015 году в посёлке Крутой Ручей Лидского СП постоянного населения не было.

## География
Посёлок расположен в северо-восточной части района на автодороге Сидорово — Ольеши.
Расстояние до посёлка Заборье — 38 км.
Через посёлок протекает река Крупень.

## Демография
| 1997 | 2002 | 2007 | 2010 | 2017 |
| ---- | ---- | ---- | ---- | ---- |
| 4    | ↘0   | ↗1   | ↗5   | ↘1   |